# XHVF-FM
XHVF-FM (103.9 FM) es una emisora de radio de Villaflores, Chiapas. La estación es propiedad de Radio Núcleo y lleva su formato Extremo Grupero.

## Historia
XHVF comenzó como XEVF-AM 1540 kHz, que inició al aire el 11 de junio de 1967. Fue operado por José Narváez Rincón, quien también fundó XEWM en San Cristóbal de las Casas. La estación transmitía con 500 watts de potencia y estaba registrada a nombre de Martín Glustein Cruz. Óscar Fonseca Alfaro, pasó a ser concesionario en 1985.
En junio de 1994, XEVF-AM movió de 1540 a 730 kHz y aumentó su potencia de 5.000 a 10.000 watts. Fue una de las primeras estaciones AM estéreo del sureste de México.
El 3 de noviembre de 2010, XEVF recibió autorización para migrar de AM a FM como XHVF-FM en 103.9 MHz.